# Berthold Masing
Berthold Masing (* 3. Oktober 1849 in Mustel auf Ösel; † 25. April 1911 in Dresden) war ein deutscher Schiffbauingenieur und Manager einer Werft.

## Frühe Jahre
Seine Eltern waren Carl Johannes Masing und Adelheid Elmira (genannt Ida) Masing geb. Freiin von Ungern-Sternberg. Sein Vater war Pastor in dem Dorf Mustel im Nordwesten der damals russischen, heute estnischen Insel Ösel bzw. Saaremaa. Nach dem Besuch des humanistischen Gymnasiums in Arensburg auf Ösel und nach der Berufung seines Vaters an eine deutsche Kirchenschule in Sankt Petersburg, studierte er Schiffbau, zunächst in Sankt Petersburg und ab 1873 an der Technischen Hochschule (Berlin-)Charlottenburg. Nach Abschluss des Studiums arbeitete er zunächst in einer kleinen Maschinenfabrik in Rostock und danach bei der Stettiner Maschinenbau Actien-Gesellschaft „Vulcan“ in Bredow bei Stettin. In dieser Zeit erhielt er die Staatsbürgerschaft Preußens. Er heiratete 1883 und wurde 1884 Oberingenieur bei der Stettiner Maschinenbau-Anstalt und Schiffsbauwerft AG vormals Möller & Holberg in Grabow bei Stettin. 1888 verließ er dieses Unternehmen und arbeitete dann selbständig als Zivilingenieur in Stettin.

## Werftdirektor in Übigau

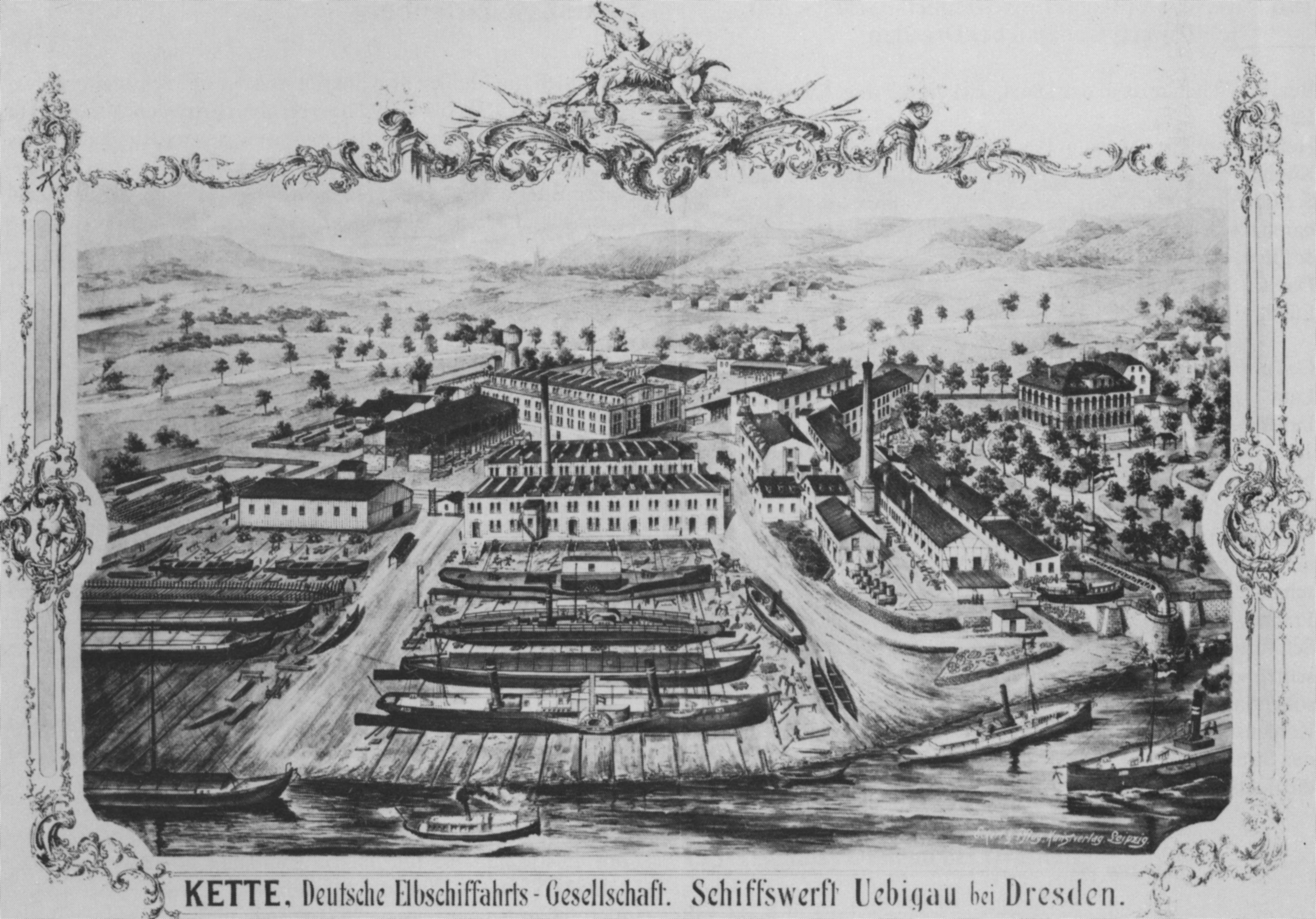
Schiffswerft Übigau, 1892

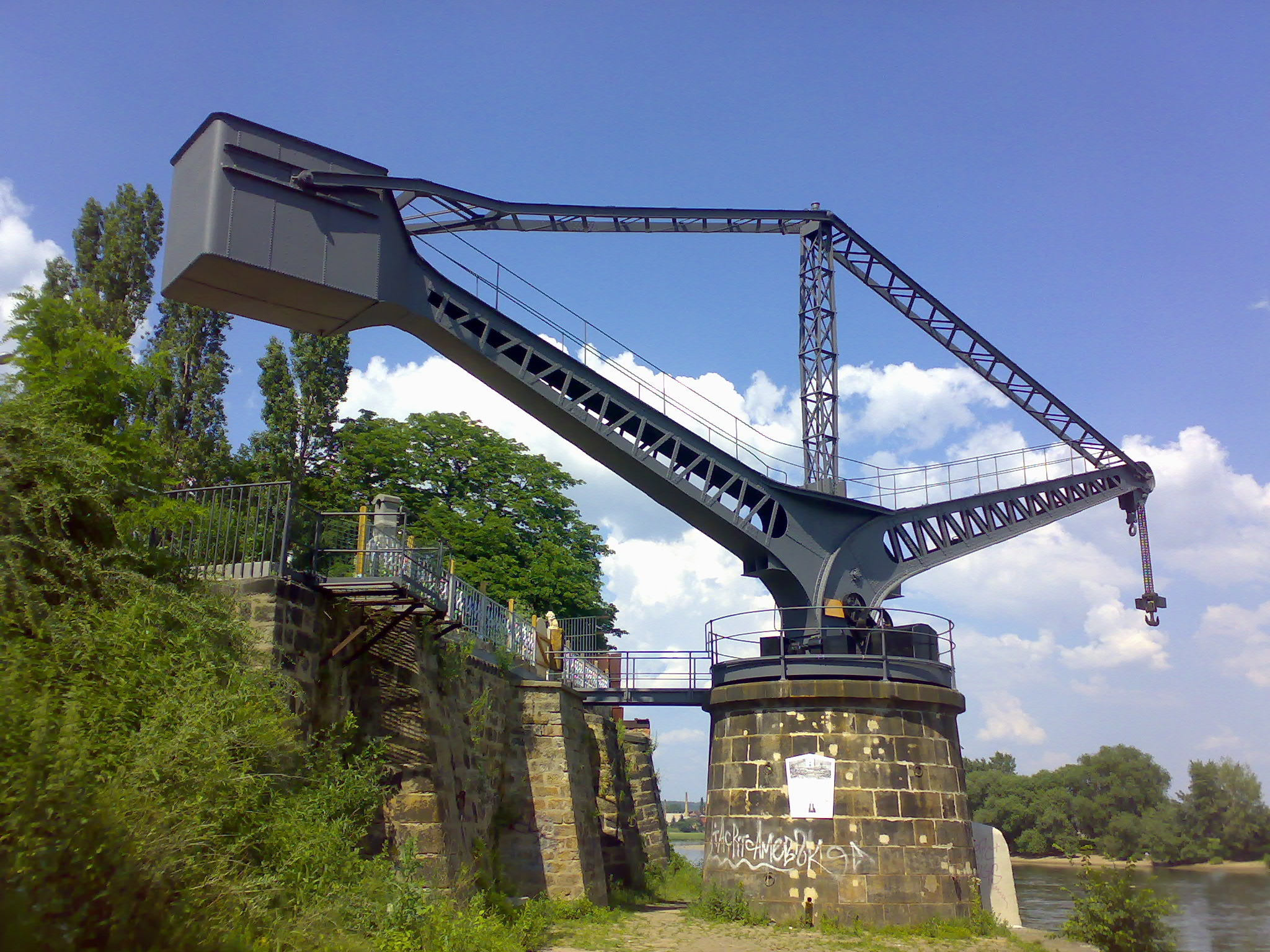
Der Kran von 1891 diente zum Einsetzen der Dampfmaschinen, Kessel und Motoren in die Schiffe und wurde zu einem Wahrzeichen der Werft und Übigaus.

1890 wurde Masing Direktor der 1873 von der Frachtschiffahrts-Gesellschaft in Dresden (FSG) gegründeten, ab 1878 zur Kettenschleppschiffahrt der Oberelbe (KSO) und ab 1881 zur Deutschen Elbschiffahrts-Gesellschaft „Kette“ gehörigen Schiffswerft Übigau bei Dresden. Diese Stellung hatte er bis 1906 inne. Aus einer kleinen Anlage mit knapp 200 Arbeitern machte er, auch dank zielstrebiger Unterstützung seitens der Muttergesellschaft und deren Generaldirektors Ewald Bellingrath, eine in Deutschland führende Schiffswerft mit mehr als 700 Arbeitern und Angestellten. Die Werft erhielt u. a. einen 18 Meter hohen Drehkran mit einem 14 Meter langen Ausleger, der Lasten bis zu 50 Tonnen heben konnte, und eine Kesselschmiede.
1892 wurde auf dem Werftgelände die erste Schiffbauversuchsanstalt Deutschlands eingerichtet, die Anstalt zur Prüfung von Schiffswiderständen und hydrometrischen Instrumenten, wo in enger Zusammenarbeit mit Lehrern und Studenten der Technischen Hochschule Dresden in Modellversuchen eine günstigere Schiffsform für Binnenschiffe auf dem deutschen Kanalnetz gesucht wurde und wo der Hochschullehrer Gustav Zeuner in einem Versuchsschiff den von ihm konstruierten „Turbinenpropeller mit Kontraktor“ hydrokinetisch testete (zwei Wasserturbinen, Vorläufer des heutigen Wasserstrahlantriebs, mit denen ein Schiff gelenkt werden und ohne Kette talwärts fahren konnte).
Im Dezember 1903 fusionierte die „Kette“ mit der Dampfschleppschiffahrts-Gesellschaft vereinigter Elbe- und Saale-Schiffer und ging daraufhin am 1. Januar 1904 in der Vereinigten Elbschiffahrts-Gesellschaft auf. Zwei Jahre später wurde die Schiffswerft Übigau mit der 1863 gegründeten Sächsischen Dampfschiffs- und Maschinenbauanstalt zur Dresdner Maschinenfabrik und Schiffswerft Übigau AG fusioniert. Damit endete Masings Zeit als Direktor der Werft.
Berthold Masing starb an den Folgen eines Schlaganfalls am 25. April 1911. Er gehörte der Schiffbautechnischen Gesellschaft und ab 1883 dem Verein Deutscher Ingenieure (VDI) an. Während seiner Studienzeit war er Mitglied des Akademischen Vereins Hütte.